# Fakó áltrifla
A fakó áltrifla (Scleroderma bovista) az áltriflafélék családjába tartozó, Eurázsiában és Észak-Amerikában honos, enyhén mérgező gombafaj.

## Megjelenése
A fakó áltrifla termőteste 3–5 cm átmérőjű, gömbölyded, gumó alakú. Valódi tönkje nincs, tönkrésze 1–2 cm-es, mélyen a talajban található, alján többnyire gyökérszerű micéliumfonalak láthatóak. Színe szürkés bézs, okker- vagy narancssárga; az idős gomba csaknem vörösesbarna. Felülete sima vagy kissé pikkelykés.
Burka vékony, kb. 1 mm-es, színe fehér, de megvágva lilásan-rózsaszínesen elszíneződik.
Húsa (gleba) fiatalon lilás, de hamar fekete lesz és egészen sokáig kemény marad. Szaga nem jellegzetes. A termőtest a spórák érésekor szabálytalanul szétreped. Spórapora barna. Spórája gömb alakú, felülete vastagon hálózatos, 10-12 mikrométeres.

### Hasonló fajok
A szintén mérgező hagyma áltrifla (Scleroderma cepa) burka vastag (2–3 mm) és kemény, spórái izoláltan tüskések. A rőt áltriflától (Scleroderma citrinum) nagyjából sima, vékony burka és erősen hálózatos spórái alapján különíthető el.

## Elterjedése és termőhelye
Magyarországon viszonylag ritka. Lomb- és fenyőerdőben, parkokban fordul elő, általában homokos, agyagos talajon. Júniustól októberig terem.
Mérgező. Nagyobb mennyiségben fogyasztva 1/2-3 órán belül rosszullétet, hányást, akár eszméletvesztést okoz.

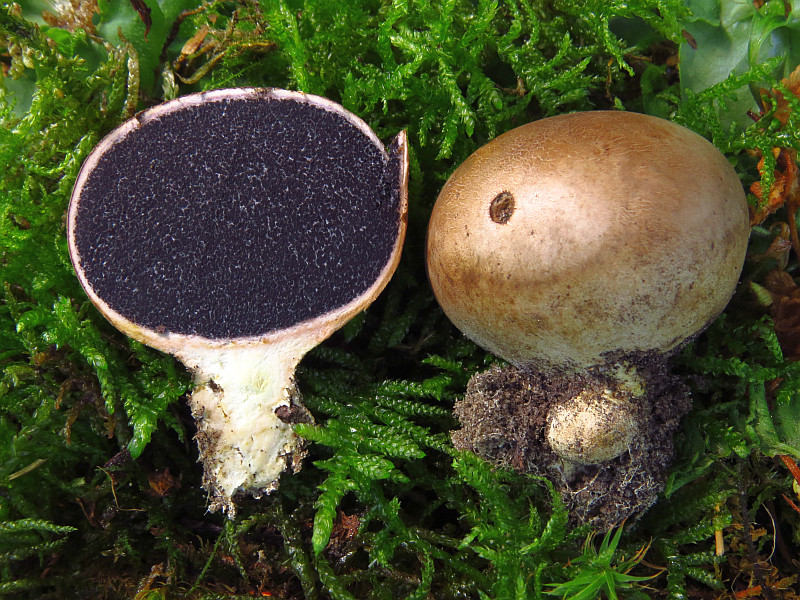
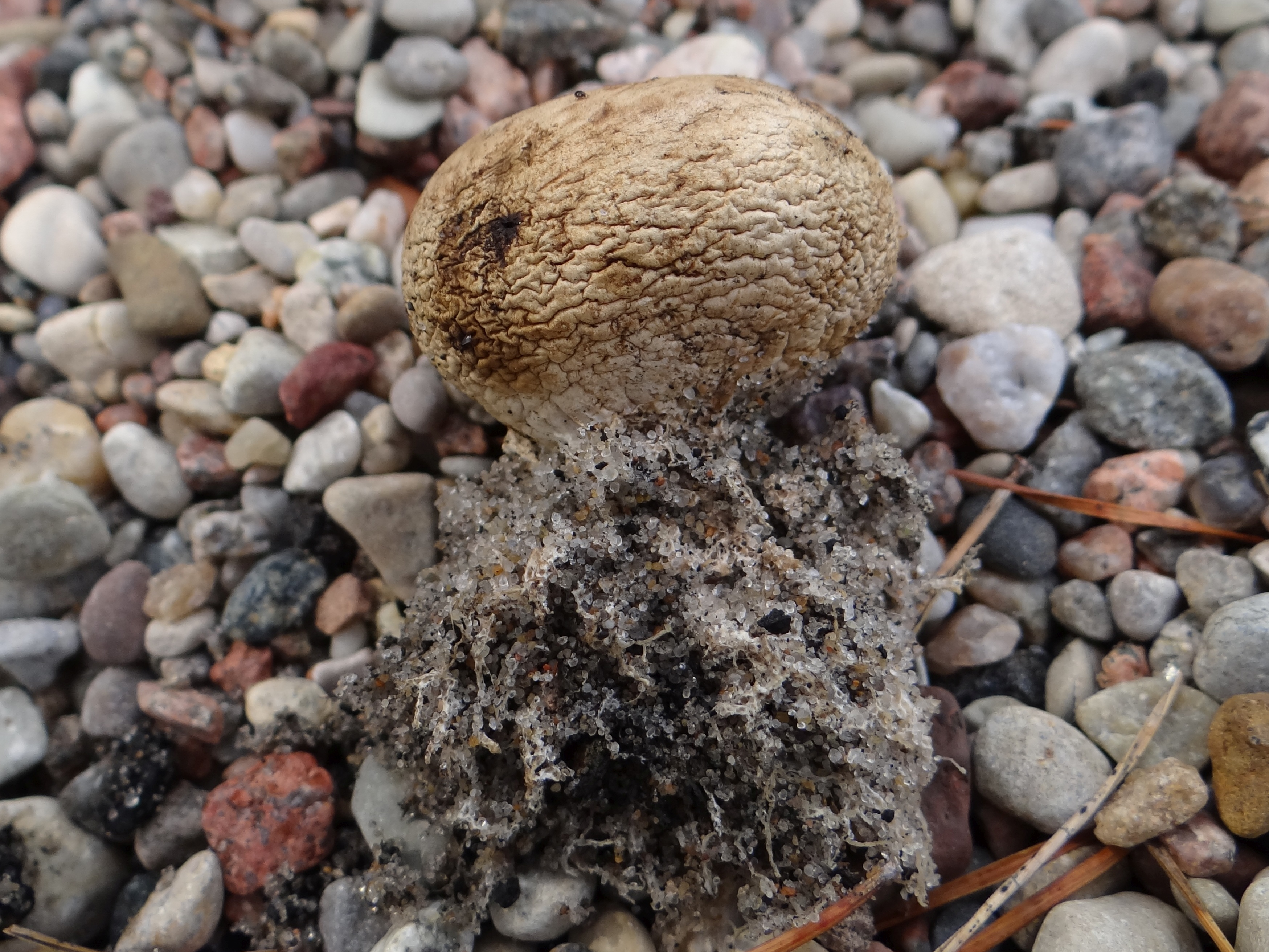
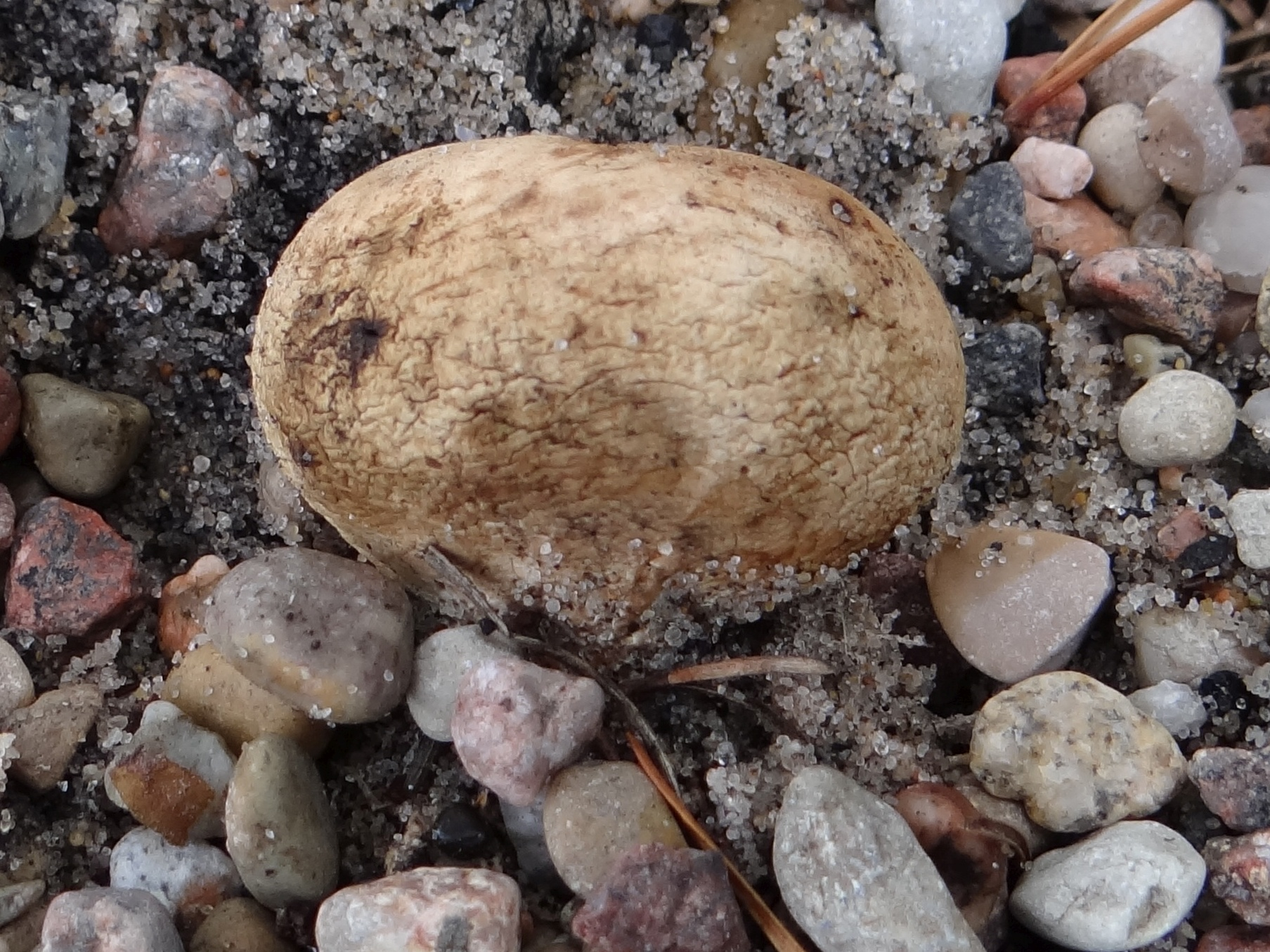
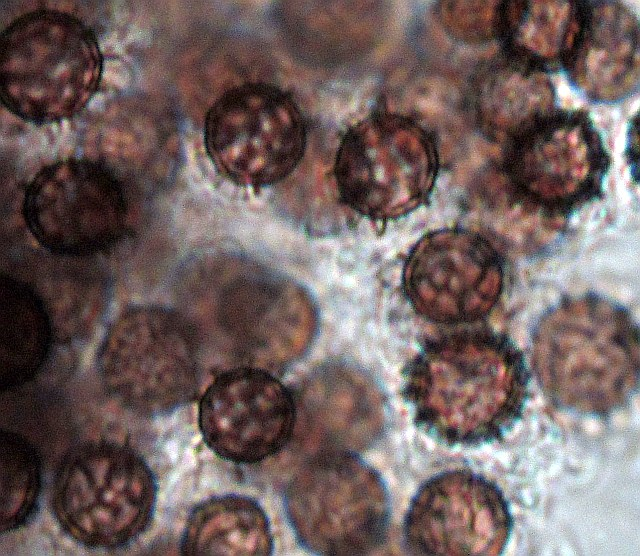
Spórái